# Шарон, Моше
Моше Шарон (ивр. משה שָׁרוֹן‎, род. 18 декабря 1937, Хайфа) — израильский историк ислама.
В настоящее время он является почётным профессором исламских и ближневосточных исследований в Еврейском университете в Иерусалиме, где он занимает должность заведующего кафедрой бахаистских исследований.

## Образование, карьера и личная жизнь
Шарон родился в Хайфе в 1937 году. В 1965 году он вошёл в преподавательский состав Еврейского университета в Иерусалиме и в 1971 году получил степень доктора философии в том же учебном заведении. Он занимал должность советника по арабским делам премьер-министра Менахема Бегина и служил в Министерстве обороны, где принимал участие в переговорах о мире с Египтом. Шарон основал Центр иудаики в Университете Витватерсранда, которым он руководил, будучи директором отделения Всемирной сионистской организации в Йоханнесбурге. В 1999 году он был назначен на кафедру бахаистских исследований в Еврейском университете. В 2014 году Шарон был избран в Американское философское общество. Он работает экспертом по вопросам политики в Центре политических исследований Ариэля. У него и его жены Джуди шестеро детей.

## Исследовательские интересы
Моше Шарон писал о ранней исламской истории и развитии шиитского ислама. Он является специалистом в области арабской эпиграфики и папирологии, его опусом является Corpus Inscriptionum Arabarum Palaestinae. В 2005 году он опубликовал первый перевод на иврит Китаб-и-Агдас, священной книги веры бахаи, и включил в него исследование истории и теологии религии.

## Взгляды
Моше Шарон неоднократно выступал с докладами на международных конференциях и давал интервью многочисленным средствам массовой информации по различным современным и историческим темам.

### Бахаи
Моше Шарон даёт интервью в израильском документальном фильме 2007 года «Бахаи у меня во дворе». В интервью он утверждает, что единственная в мире академическая кафедра бахаи находится в Израиле благодаря его усилиям убедить Еврейский университет создать её и его усилиям по поиску спонсора для финансирования этой должности. Он также говорит, что в Израиле нет потомков Бахауллы. Несмотря на отрицание Шароном существования таких родственников, на самом деле их десятки, и в фильме фигурирует одна из правнучек Бахауллы. Более того, даже во время интервью существовали и другие академические кафедры бахаи, например, кафедры, созданные в Деви Ахилья Вишвавидьялая, государственном университете в Мадхья-Прадеше в 1991 году и в Университете Мэриленда в 1993 году.

### Ислам
Моше Шарон считает, что западные лидеры не понимают ислам. Он говорит, что «не существует фундаментального ислама. Есть только ислам и точка». Ссылаясь на конфликт в Югославии, Шарон продолжает: «Где бы ни был ислам, там будет и война. Это вытекает из отношения исламской цивилизации». Он также утверждает, что существует не только «открытая война, но и война путём проникновения».

### Израильско-палестинский конфликт
Что касается израильско-палестинского конфликта, Моше Шарон заявил, что «мир между Израилем и палестинцами невозможен никогда и ни при каких обстоятельствах» и что мирные соглашения с арабами — это «куски бумаги, части тактики, стратегии… не имеющие никакого смысла». Он выступает против мирных соглашений в Осло и считает, что демонтаж израильских поселений, который он называет «изгнанием», служит «усилению аппетитов другой стороны и приводит лишь к убийству евреев».

### Иран
Моше Шарон заявил в интервью, что «единственный способ избежать военной конфронтации с Ираном — это предоставить эту военную конфронтацию державам, более крупным, чем Израиль».

## Книги
- Judaism, Christianity, and Islam: Interaction and Conflict, 1989
- Revolt: The Social and Military Aspects of the Abbasid Revolution: Black Banners from the East II, 1990
- Judaism in the Context of Diverse Civilizations, 1993
- Editor, The Holy Land in History and Thought: Papers Submitted to the International Conference on the Relations Between the Holy Land and the World Outside It, 1997
- Sharon, Moshe. Corpus Inscriptionum Arabicarum Palaestinae, A. — BRILL, 1997. — Vol. 1. — ISBN 90-04-10833-5.
- Sharon, Moshe. Corpus Inscriptionum Arabicarum Palaestinae, B-C. — BRILL, 1999. — Vol. 2. — ISBN 90-04-11083-6.
- Sharon, Moshe. Corpus Inscriptionum Arabicarum Palaestinae, D-F. — BRILL, 2004. — Vol. 3. — ISBN 90-04-13197-3.
- Sharon, Moshe. Corpus Inscriptionum Arabicarum Palaestinae, Addendum. — BRILL, 2007. — ISBN 978-90-04-15780-4.
- Sharon, Moshe. Corpus Inscriptionum Arabicarum Palaestinae, G. — BRILL, 2009. — Vol. 4. — ISBN 978-90-04-17085-8.
- Sharon, Moshe. Corpus Inscriptionum Arabicarum Palaestinae, H-I. — BRILL, 2013. — Vol. 5. — ISBN 978-90-04-25097-0.
- Sharon, Moshe. Corpus Inscriptionum Arabicarum Palaestinae, J (I). — BRILL, 2016. — Vol. 6. — ISBN 978-90-04-32479-4.
- Sharon, Moshe. Corpus Inscriptionum Arabicarum Palaestinae, J (2) Jerusalem 1. — Brill, 2021. — Vol. 7. — ISBN 978-90-04-44013-5.
- Studies in Modern Religions, Religious Movements and the Babi-Baháʼí Faiths, 2004